# ダイアン・ドーン
ダイアン・ドーン（Dianne Doan、1990年9月8日 - ）はカナダ出身の女優、ダンサーである。

## 経歴
彼女はブリティッシュコロンビア州アボッツフォードで生まれ育ち、両親はベトナム系である。彼女の祖母は中国とのハーフなので彼女には8分の1中国の血が入っている。
彼女が最初に演技に興味を持ったのはグレード9の時に選択授業でドラマの授業を選択した時である。10才の時にダンスを学び始めた。彼女はダンサーとして2010年バンクーバーオリンピックの開会式に出演し、さらに閉会式ではマイケル・ブーブレのバックダンサーを務めた。その後、彼女はダンサーとしていくつかのミュージックビデオーに出演しておりその中にはビッグ・タイム・ラッシュやマリアナス・トレンチも含まれており、同様に『アメリカン・ダンスアイドル』にも出演した。
彼女はABC放送の『ワンス・アポン・ア・タイム』とTV Land'sの『 Impastor』にゲスト出演し、ディズニーチャンネル放送のテレビ映画『ディセンダント』ではムーランの娘のロニー役にキャスティングされ、ブレイクを果たした。ディズニーの『ディセンダント』は最初の映画の公開前に放映された実写のミニシリーズ『Descendants: School of Secrets』、続編である『ディセンダント2』、『ディセンダント キケンな世界』と展開していった。
2016年、彼女はヒストリーチャンネル放送の『ヴァイキング 〜海の覇者たち〜』の第4シーズンで主要なリカーリングであるイーデゥ役としてキャスティングされた。
彼女はベライゾン(ゴー90)で主演を務め、AwesomenessTVのウェブシリーズ『Guidance』で双子の姉妹を演じた。
2017年、彼女はCinemaxの『ウォリアー』にシリーズレギュラーでメインキャストであるマイ・リン役として参加した。このシリーズは映画監督であるジャスティン・リンがブルース・リーをモデルとして独自のコンセプトで製作された。

## 主な出演作品

### 映画
| 公開年 | 邦題 原題                     | 役名                          | 備考                                                    |
| ------ | ----------------------------- | ----------------------------- | ------------------------------------------------------- |
| 2015   | ディセンダント Descendants    | ロニー Lonnie                 | テレビ映画 ディズニー・チャンネル・オリジナル・ムービー |
| 2017   | ディセンダント2 Descendants 2 | ロニー Lonnie                 | テレビ映画 ディズニー・チャンネル・オリジナル・ムービー |
| 2024   | 同窓会 Reunion                | リサ・ダンベリー Lisa Danbury | Paramount+で配信                                        |

### テレビ番組
| 放送年 | 邦題 原題                                             | 役名                  | 備考                                   |
| ------ | ----------------------------------------------------- | --------------------- | -------------------------------------- |
| 2013   | ワンス・アポン・ア・タイム Once Upon a Time           | Isra                  | エピソード: "Selfless, Brave and True" |
| 2013   | Impastor                                              | Chelsea               | エピソード:"Genesis"                   |
| 2015   | Disney Descendants: School of Secrets                 | Lonnie/Secret Blogger | メインキャスト 23エピソード            |
| 2015-  | ディセンダント キケンな世界 Descendants: Wicked World | ロニー Lonnie         | 声の出演                               |
| 2016   | ヴァイキング 〜海の覇者たち〜 Vikings                 | イーデゥ Yidu         | 第4シーズン 7エピソード                |
| 2017   | レジェンド・オブ・トゥモロー Legends of Tomorrow      | Anh Ly                | エピソード: "Welcome to the Jungle"    |
| 2018   | ウォリアー Warrior                                    | マイ・リン Mai Ling   | メインキャスト                         |

### ウェブ番組
| 年   | 邦題 原題 | 役名                        | 備考                                       |
| ---- | --------- | --------------------------- | ------------------------------------------ |
| 2017 | Guidance  | Faith and Grace Park-Jensen | デジタルシリーズ 第3シーズンメインキャスト |